# Edelio López Falcón
Edelio López Falcón, comunemente noto come El Yeyo (Ciudad Miguel Alemán, 1965 – Guadalajara, 6 maggio 2003), è stato un criminale messicano ed ex dirigente del cartello del Golfo, un gruppo criminale con sede a Tamaulipas.
Prima del suo coinvolgimento nel traffico di droga, López Falcón era dedito al commercio di fiori a Miguel Alemán. Ha fatto parte del cartello negli anni '90 ed è stato un fidato garante dell'ex boss Gilberto García Mena. Il ruolo di López Falcón nel cartello consisteva nella gestione delle spedizioni di droga da Tamaulipas agli Stati Uniti. Quando cominciarono ad interessarsi a lui, le forze di sicurezza non attribuirono a López Falcón l'etichetta di violento boss del crimine; al di fuori delle sue mansioni preferiva dedicarsi ai suoi interessi personali, che includevano la promozione di eventi musicali o di spettacolo in genere, la gestione delle sue catene di ristoranti e la conduzione della sua attività di allevamento di cavalli. Dopo essersi unito al cartello, rinnovò i suoi sforzi per apparire come un onesto uomo d'affari, anche per mantenere un basso profilo.
Alla fine degli anni '90, gli affari di López Falcón entrarono in conflitto con quelli di García Mena, che cercò il sostegno del leader del cartello Osiel Cárdenas Guillén per cacciarlo. López Falcón ruppe quindi i legami con il cartello del Golfo e strinse alleanze con i cartelli di Sinaloa, Milenio e Juárez. In seguito a questo evento, il cartello del Golfo attribuì a López Falcón la responsabilità dell'arresto di García Mena avvenuto nell'aprile 2001, e ne pianificò l'uccisione.
López Falcón fuggì quindi a Nuevo León, dove stabilì il suo nuovo centro operativo. Sopravvisse a un primo attentato un mese dopo, ma fu infine ucciso a Guadalajara nel maggio 2003. Il suo omicidio rimane irrisolto, ma si ritiene che i suoi assassini fossero membri di Los Zetas, l'ex gruppo paramilitare del cartello del Golfo.

## Vita e carriera criminale
López Falcón, comunemente noto con il suo soprannome El Yeyo (soprannome diffuso fra i trafficanti sudamericani in quanto termine gergale per indicare la cocaina), nacque a Miguel Alemán, Tamaulipas, Messico, nel 1965. Prima di dedicarsi al traffico di droga, López Falcón gestiva un'azienda dedita al commercio di fiori a Miguel Alemán. Successivamente si unì al gruppo criminale di Tamaulipas, il cartello del Golfo, e lavorò come spacciatore e spedizioniere di droga sotto il boss Gilberto García Mena ("El June").  [2] In seguito, sia López Falcón che García Mena lavorarono alle dipendenze del trafficante di droga Fidel Hinojosa ("El Choco"), assieme a Ricardo Garza Manríquez, ex capo del dipartimento di pubblica sicurezza di Miguel Alemán, e Zeferino Peña Cuéllar ("Don Zefe"), l'ex capo della Polizia Municipale Miguel Alemán. Nel cartello del Golfo, secondo quanto riferito, López Falcón era responsabile del coordinamento delle spedizioni di droga da Nuevo Laredo, Tamaulipas, agli Stati Uniti. [3] Nel 1999, il Segretariato della Difesa Nazionale (SEDENA) segnalò López Falcón come un trafficante di droga in piena carriera. Benché a corto di prove, le forze di sicurezza sospettavano che mantenesse uno status di basso profilo e si atteggiasse a uomo d'affari per coprire le sue reali attività. È accertato che usò gli pseudonimi Gilberto Salinas e Edelio Flores per nascondere la sua vera identità. [2]
Secondo quanto riferito, il cugino di López Falcón, Rolando López Salinas ("El Rolis"), era il suo assistente personale. [2]  López Salinas lavorava come guardia del corpo personale di López Falcón e capo dei suoi servizi di sicurezza. Gli omicidi attuati da López Salinas venivano ordinati direttamente da García Mena; López Falcón accondiscendeva a questa suddivisione dei compiti dal momento che preferiva non occuparsi del "lavoro sporco" necessario al mantenimento della supremazia negli affari. [2] Secondo le forze di sicurezza messicane, López Falcón non era noto per essere un violento boss del crimine: era riluttante a commissionare omicidi, preferendo concentrarsi sull'organizzazione del traffico di droga e sui suoi altri interessi, [2] che includevano la promozione di eventi musicali (particolarmente di musica ranchera), il combattimento di galli, la gestione delle sue catene di ristoranti, l'equitazione e l'allevamento di cavalli. [2] La sua notevole perizia nell'allevamento di cavalli eccellenti gli valse il soprannome di "El Señor de los Caballos" (il signore dei cavalli). [2] López Falcón era una delle persone più ricche di Miguel Alemán; possedeva più proprietà, inclusa una tenuta nota come The Bougainvilleas (spagnolo: Las Bugambilias), dove ospitava le feste in occasione del Patrono della città e numerosi eventi di corse di cavalli. García Mena e il sindaco di Miguel Alemán Raúl Rodríguez Barrera furono presenti a questi eventi in più occasioni. Altri invitati includevano funzionari locali, membri dell'esercito messicano, scommettitori e biscazzieri da tutto il Messico. Le autorità sospettavano che la sua attività di allevamento di cavalli fosse una copertura per il riciglaggio di denaro sporco proveniente dai suoi illeciti, e che si avvalesse di un prestanome per gestirla.
Una delle ultime apparizioni pubbliche di López Falcón risale al 22 giugno 2000 quando fu notato all'inaugurazione di un ristorante a Monterrey. Nove fotografie dell'evento trapelarono al quotidiano Diario de Monterrey due anni dopo. López Falcón era in compagnia di più persone, tra cui il governatore di Nuevo León Fernando Canales Clariond. Altri partecipanti includevano il sindaco di Santiago Eduardo Manuel García Garza e il sacerdote Alejandro Leal, che impartì le benedizioni al momento dell'inaugurazione. López Falcón si trovava in compagnia della sua fidanzata María Eugenia Garza Díaz, la figlia del proprietario del ristorante.
Quando López Falcón non curava le sue attività a Tamaulipas, trascorreva il suo tempo in Texas, dove si crede abbia avviato altre attività di traffico di droga.
Secondo il Dipartimento della Pubblica Sicurezza del Texas, egli era un residente regolare negli Stati Uniti e viveva in una casa a Houston con una donna di nome Yolanda e un uomo di nome Roberto Pérez López. Le forze dell'ordine sospettavano che López Falcón usasse Houston come rifugio sicuro; aveva precedenti penali a Houston, dove era già stato identificato come trafficante di persone (favoriva l'attraversamento del confine a migranti messicani, dietro compenso). Sulla sua patente di guida del Texas, il nome indicato era Adelio López Falcón: 83 chili di peso per 1.75 metri di altezza. La sua data di nascita era il 26 giugno 1955, mentre sui documenti messicani risultava essere nato nel 1965. [17] La patente di guida statunitense gli era stata sospesa in un'occasione da un giudice texano, ma López Falcón fu rilasciato sulla parola, e riottenne una nuova patente facente riferimento allo stesso indirizzo di Houston.

### Nuove alleanze
López Falcón e García Mena manifestarono i primi dissidi alla fine degli anni '90. [2] [17] Le frizioni fra i due iniziarono dopo che López Falcón decise di diversificare le attività del cartello del Golfo e iniziò a contrabbandare cocaina negli Stati Uniti da Tamaulipas.  García Mena contrabbandava principalmente marijuana sfruttando gli stessi canali. [18] Cercò infine il sostegno di Osiel Cárdenas Guillén, il massimo leader del cartello del Golfo, per cercare di estromettere López Falcón, il quale si schierò quindi con López Salinas, tramite cui sperava di ottenere il sostegno dei gruppi della criminalità organizzata rivali. A metà del 2000, López Falcón e López Salinas si incontrarono con i membri del cartello di Sinaloa e mediarono un affare di droga senza l'approvazione del cartello del Golfo. López Falcón allargò il doppio gioco e formò un'alleanza con il cartello di Sinaloa, che gli prospettò maggiori profitti in cambio del permesso di spacciare droga a Tamaulipas. [2] Ciò indusse García Mena e il cartello del Golfo a tagliare completamente i legami con López Falcón e il suo gruppo.
López Falcón allargò il suo giro di alleanze fino a includere il cartello di Milenio e il cartello di Juárez, che con il cartello di Sinaloa operavano come un'organizzazione a triangolo. Nel 2000, l'ufficio del procuratore generale (PGR) confermò un'alleanza tra López Falcón e Arturo Beltrán Leyva, un boss che aveva legami con i signori della droga Ismael "El Mayo" Zambada e Ignacio Coronel Villarreal. Secondo le informazioni fornite dalla DEA (Drug Enforcement Administration) López Falcón lavorava a stretto contatto anche con il boss del cartello Milenio Armando Valencia Cornelio, come principale intermediario del cartello Milenio a Monterrey, Nuevo León. Gli inquirenti ritenevano anche che fu lui a dare il suo assenso a che il cartello Milenio contrabbandasse droga da Nuevo Laredo al Texas. I rapporti dell'intelligence, tuttavia, indicavano che Valencia Cornelio non si fidava completamente di López Falcón dal momento che sospettava fosse un informatore delle forze dell'ordine. Per difendersi ulteriormente dalla concorrenza e da eventuali ritorsioni da parte del cartello del Golfo, López Falcón si appoggiò anche a Dionisio Román García Sánchez ("El Chacho"), un ex ufficiale della polizia di stato, ora a capo di un noto gruppo di contrabbandieri di Nuevo Laredo, noti come Los Chachos. Los Chachos a loro volta erano alleati con l'organizzazione triangolare di cui faceva parte anche López Falcón, che li aiutava a contrabbandare droga a Tamaulipas, e aiutarono anche il gruppo di López Falcón a combattere le forze del cartello del Golfo nel loro territorio.
Nel suo nuovo ruolo, López Falcón continuò a impersonare pubblicamente il ruolo dell'onesto uomo d'affari. Gli era stato affidato il compito di garantire che la sua nuova organizzazione avesse il sostegno politico e la protezione dalla polizia, soprattutto perché operavano in un luogo da cui non erano originari. Per ottenere sostegno politico nel nord del Messico, i nuovi capi di López Falcón lo incaricarono di individuare un politico influente (e naturalmente corruttibile) che potesse sostenerli. López Falcón contattò un esponente del Partito d'Azione Nazionale (PAN), Mauricio Fernández Garza, candidato alla carica di governatore di Nuevo León nel 2003. Secondo Fernández, López Falcón all'inizio del 2003 gli fece pervenire un invito per un incontro; in seguito, in almeno un'occasione, si recò nel suo ufficio portando con sé diverse valigie piene di dollari americani. Secondo quanto riferito, il denaro era destinato ad aiutare Fernández a finanziare la sua campagna elettorale in cambio del suo sostegno politico e del permesso di "operare" indisturbatamente a Nuevo León se Fernández avesse vinto le elezioni. Fernández riferì di non aver accettato la proposta. [31]

#### Caduta
Il 22 settembre 2000, il cartello del Golfo mise a segno un attacco armato contro López Salinas a Miguel Alemán.  [32] Lui e il suo autista Héctor Arias se la cavarono con qualche ferita. Si presume che l'attacco sia stato ordinato direttamente da García Mena. Cinque giorni dopo, sei uomini armati furono arrestati a Camargo, a seguito di una segnalazione anonima ricevuta dalla Polizia di Stato di Tamaulipas. Nella loro confessione alla polizia, gli uomini armati rivelarono di essere stati assunti da López Salinas e di provenire dalle città sinaloane di Culiacán e Guamúchil.  Aggiunsero di essere di stanza nel Nuevo León e di aver ricevuto l'ordine di fare incursioni a Tamaulipas. [17] Gli inquirenti seppero così della presenza di membri della criminalità organizzata provenienti da altri territori fuori Tamaulipas.  Il 27 novembre 2000, il capo della polizia rurale Miguel Alemán Pablo Gaytán Mejía fu assassinato da quattro uomini armati, presumibilmente su ordine di López Falcón. Secondo quanto ricostruito, Gaytán Mejía era un caro amico di García Mena, di cui agevolava le spedizioni di droga. Come rivalsa, gli scagnozzi di García Mena uccisero tutti e quattro i killer.
Capendo che il cerchio si stava stringendo attorno a lui, López Falcón fuggì da Miguel Alemán e si stabilì a Monterrey. [35] La sua famiglia fuggì dalla zona dopo aver appreso dei suoi problemi con García Mena. La tenuta di López Falcón divenne abbandonata, ma egli continuò a visitare la città, sebbene occasionalmente e con estrema prudenza.
Il 9 aprile 2001, l'esercito messicano riuscì ad arrestare García Mena dopo una caccia all'uomo durata una settimana, a Guardados de Abajo, in Camargo. Gli uomini del cartello del Golfo si convinsero che López Falcón avesse fornito alle autorità messicane dettagli circa la loro organizzazione e localizzazione, dal momento che la precisione con cui le forze dell'ordine avevano recentemente condotto le loro irruzioni in diverse proprietà in cui i trafficanti stoccavano la droga, e nella stessa casa in cui si nascondeva García Mena, era quantomeno sospetta. Giunsero alla conclusione che López Falcón li avesse traditi. Il cartello del Golfo iniziò una vasta serie di operazioni mirate a individuare e uccidere López Falcón e altri alleati alla sua fazione. Per aumentare la pressione sulle forze dell'ordine e l'attenzione dei media sulle attività di López Falcón e i suoi complici, l'avvocato di Cárdenas Guillén Juan Jesús Guerrero Chapa fu incaricato di diffondere la falsa notizia secondo cui López Falcón faceva parte di un nuovo gruppo criminale con sede a Nuevo León noto come Cartello di Monterrey (spagnolo: Cártel de Monterrey), notizia che giunse alla stampa nazionale a metà del 2001. Questa strategia mediatica aveva il doppio fine di distogliere l'attenzione delle forze dell'ordine e dell'opinione pubblica sulle attività del cartello del Golfo a Tamaulipas dopo l'arresto di García Mena, e prendere tempo per riorganizzare i loro sforzi contro i concorrenti del territorio di Cárdenas Guillén. Funzionari federali e statali successivamente dichiararono che il cartello di Monterrey non esisteva.

## Primo agguato
Il 13 maggio 2001, López Falcon assistì a un concerto di musica di Vicente Fernández a Guadalupe. Verso le 4:00 di mattina, quattordici uomini armati dell'ex gruppo paramilitare del cartello del Golfo Los Zetas assaltarono l'arena che ospitava l'evento, sulle sue tracce. [17] Le autorità dichiararono che gli uomini trasportavano AK-47 e armi da fuoco calibro 38, si identificarono come membri dell'esercito e ordinarono ai presenti di sdraiarsi a terra. Dopodiché esplosero alcuni colpi in aria per creare confusione tra i partecipanti e indurre López Falcón a fuggire all'esterno, dove altri uomini armati lo avrebbero ucciso. Un video di sorveglianza riprese effettivamente López Falcón seduto in una delle prime file accanto a una donna bionda. Tuttavia aveva lasciato incolume il luogo già prima dell'irruzione, dopo che le sue guardie del corpo lo avevano avvertito della presenza di uomini armati all'esterno. López Falcón aveva almeno venti guardie del corpo poste all'interno e all'esterno dell'arena. Lasciò quindi i locali scortato dai suoi uomini armati e unendosi alla folla dei partecipanti al concerto, incolume. Fuori dai locali, i Los Zetas fecero fuoco su più veicoli e ferirono un passante, ma non riuscirono a individuare e uccidere il loro obiettivo.  [51]
Le autorità inizialmente sospettavano che García Mena avesse ordinato l'attacco come rappresaglia per il presunto coinvolgimento di López Falcón nel suo arresto, o che in alternativa Cárdenas Guillén avesse ordinato l'attacco perché vedeva López Falcón come una minaccia alla sua egemonia e voleva eliminare la concorrenza sul suo terreno. Gli inquirenti sapevano che il cartello del Golfo stava rintracciando la posizione di López Falcón a Nuevo León e che i suoi uomini sarebbero arrivati vicini ad ucciderlo nella sua casa di Monterrey giorni prima. Dopo aver scoperto che López Falcón aveva intenzione di partecipare all'evento quella notte, il cartello del Golfo pianificò l'operazione contro di lui. Prima dell'attacco, López Falcón era un boss del crimine relativamente sconosciuto al di fuori della sua area di influenza. Los Zetas era a sua volta un gruppo di recente formazione all'interno del cartello del Golfo e non era ben noto al di fuori di Tamaulipas. [17] L'attacco catapultò sia Los Zetas che López Falcón in cima all'attenzione nazionale. [17] Tra i politici, l'incidente sollevò preoccupazioni circa l'innegabile presenza di signori della droga a Nuevo León e sulla presunta esistenza del cartello di Monterrey.
Il 3 giugno 2001, una foto di López Falcón seduto sui sedili del teatro apparve sulle pagine del principale quotidiano di Monterrey. Pochi giorni prima, un cittadino anonimo aveva infatti fatto pervenire a El Norte le foto di López Falcón al concerto, con una nota in cui esprimeva la sua indignazione per la presenza sfacciata di un criminale a eventi mondani a Miguel Alemán, con uomini armati, senza che le autorità locali muovessero un dito per impedirlo. Le autorità sospettarono subito che questo "promemoria" provenisse dai suoi rivali. Più tardi quel mese, le autorità del PGR e di Nuevo León fecero notare che su López Falcón non pendeva alcun mandato di arresto o atto d'accusa formale a livello federale e statale. Il Governo risolse di attivarsi per avviare formalmente un'indagine contro le presunte attività criminali di López Falcón. L'investigatore della PGR Mario Roldán Quirino avviò un'indagine contro di lui, ma fu assassinato il 21 febbraio 2002.

### Conseguenze e caccia all'uomo
In seguito al fallito agguato, le autorità concentrarono i propri sforzi per arrestare López Falcón, che in breve divenne uno dei criminali più ricercati nel Messico settentrionale. Il 5 giugno 2001, l'esercito messicano effettuò un'operazione segreta a Mier, Miguel Alemán e Camargo per arrestare López Falcón e il sospetto trafficante del cartello del Golfo Alesio García Peña ("El Huarachón"). Fecero irruzione in più proprietà, tra cui due case a Mier legate a García Peña, un ranch di proprietà di García Mena e una proprietà in Camargo, dove trovarono e sequestrarono 345 chilogrammi di marijuana. L'esercito istituì anche un posto di blocco proprio di fronte alla proprietà di López Falcón, inspiegabilmente senza entrarvi. Il PGR diramò un comunicato nel quale rese noto che la droga non era collegata ai trafficanti che stavano cercando, e che solo una persona fu arrestata durante l'intera operazione, la quale durò meno di un giorno. Le truppe federali tornarono nelle loro caserme prima di mezzanotte. Le autorità locali confermarono il loro sostegno alle misure messe in atto dall'Esercito e dal PGR, ma auspicarono più operazioni segrete da svolgere nell'area alla luce della crescente presenza di attività della criminalità organizzata nel nord del Messico.
Il 4 agosto 2001, una sparatoria tra gli uomini armati di López Falcón e López Salinas scoppiò all'esterno di un'arena che ospitava combattimenti di galli a Reynosa. Secondo i rapporti della polizia, gli uomini (armati) ebbero un diverbio nel parcheggio dell'arena dopo la fine del concerto di musica di Bobby Pulido. Tre persone rimasero ferite nell'attacco. Le autorità trovarono diverse affinità con la sparatoria a Nuevo León mesi prima in cui López Falcón era stato preso di mira. Il 30 ottobre 2001, circa quattordici uomini armati fecero irruzione in una tenuta a Monterrey per uccidere Peña Cuéllar. Una persona rimase uccisa e altre due ferite, ma Peña Cuéllar non era presente al momento dell'agguato. Secondo la polizia, l'attacco potrebbe essere stato ordinato da López Falcón come vendetta dopo aver scoperto che Peña Cuéllar aveva diffuso la voce secondo cui López Falcón era responsabile dell'arresto di García Mena. Le forze di sicurezza teorizzarono che, incastrando López Falcón, Peña Cuéllar volesse guadagnare una posizione di alto rango all'interno della catena di comando di Cárdenas Guillén. García Mena aveva originariamente incastrato López Falcón come suo informatore e lo aveva incolpato per la sua cattura.
Il 20 novembre 2001, la guardia del corpo di López Falcón, Juan Martínez Torres ("El Banano") fu rapito a Miguel Alemán. Pochi giorni dopo la stessa sorte toccò anche al capo contabile di López Falcón, Jaime Barrera Peña; la polizia sospettava che fossero stati prelevati dalla fazione di Cárdenas Guillén. Il 28 novembre 2001, diciotto uomini armati irruppero in una tenuta di proprietà di Raymundo Garza Garza, un probabile affiliato del cartello del Golfo, a Cadereyta. Gli uomini uccisero una delle guardie della proprietà e ferirono due bambini. Il PGR e l'esercito messicano fecero a loro volta irruzione nella proprietà pochi giorni dopo alla ricerca di López Falcón, e proseguirono le loro ricerche a Monterrey per arrestare lui e molti dei suoi collaboratori, tra cui Mario Ramírez ("La Gata") e René García Solís ("La Pata de Garra"), fratello di Raymundo. Secondo quanto ricostruito, l'attacco fu effettuato su ordine di López Falcón perché René era legato a Peña Cuéllar. I killer scambiarono la proprietà di Raymundo per quella di René. Il 13 maggio 2002, il cartello del Golfo rapì García Sánchez, socio di López Falcón, a Monterrey;  fu torturato e ucciso, e il suo cadavere fu abbandonato a Nuevo Progreso pochi giorni dopo. La faida a colpi di omicidi tra il cartello del Golfo e la fazione di López Falcón proseguì a Nuevo León per il resto dell'anno. L'escalation della disputa tra i due gruppi portò a ulteriori dispiegamenti militari delle forze armate messicane a Tamaulipas e Nuevo León.

#### Epilogo
Alla fine del 2002, le autorità sequestrarono molteplici carichi di droga di proprietà del gruppo di López Falcón. Il 9 ottobre 2002, l'ex capo della polizia di stato di Tamaulipas Carlos González Pamatz fu arrestato a Houston con cento chilogrammi di cocaina proveniente dal gruppo di López Falcón. Il giorno seguente, i poliziotti federali di stanza in Cina, Nuevo León, arrestarono Jorge Calzada García e Patricia Rodríguez Madrigal, trovati in possesso di 33 chilogrammi di cocaina in un veicolo. Nella confessione resa alla polizia, Calzada García disse di essere stato assunto da un uomo di nome Evelio o Edelio, noto nell'ambiente come El Yeyo. Riferì però di non conoscere il cognome di quest'uomo. I poliziotti sospettavano che si riferisse a López Falcón. Calzada García era stata pagata 4.000 dollari per il trasporto della droga; disse che le fu ordinato di ritirare il veicolo pieno di droga in un centro commerciale a San Pedro Garza García e di portarlo a Reynosa, dove aveva concordato l'affare e ricevuto le chiavi del veicolo da El Yeyo. Rodríguez Madrigal riferì di non essere a conoscenza della droga contenuta nell'auto. La coppia guidava una Peugeot acquistata nello stato di Jalisco ma con una targa di Tamaulipas. Gli investigatori iniziarono a ipotizzare un collegamento tra Monterrey, Reynosa e Guadalajara. Di fronte a un giudice, tuttavia, Calzada García ritrattò la sua dichiarazione e negò di conoscere il nome dell'uomo che lo aveva assunto. Disse solo che il suo soprannome era La Yeya e che viveva a McAllen, nel Texas. Questo fu il secondo più grande sequestro di droga a Nuevo León nel 2002 e indicò chiaramente al PGR che López Falcón stava probabilmente operando a Monterrey e stava cercando di prendere il controllo dell'area da Cárdenas Guillén. Reynosa era generalmente considerata l'area di influenza controllata da Cárdenas Guillén.
Il 14 marzo 2003, l'esercito messicano arrestò Cárdenas Guillén a Matamoros. Prima della sua cattura, il cartello del Golfo aveva subito diversi gravi colpi dalle forze dell'ordine, inclusi gli arresti di alcuni dei luogotenenti di Cárdenas Guillén come García Mena, Adán Medrano Rodríguez, Rubén Sauceda Rivera e José Manuel Garza Rendón. Le autorità credevano che i possibili successori di Cárdenas Guillén fossero Peña Cuéllar, Víctor Manuel Vázquez Mireles, Gregorio Sauceda Gamboa e Jorge Eduardo Costilla Sánchez. Uno dei principali obiettivi era López Falcón, che consideravano uno dei tre principali leader del cartello del Golfo negli ultimi due anni. Si riteneva che a differenza di altre bande come Los Chachos, López Falcón avesse la capacità operativa per affrontare il cartello del Golfo. L'Esercito e il PGR affinarono quindi i loro sforzi per arrestarlo, stimando che fosse ormai diventato uno dei principali signori della droga nel nord del Messico e nel sud del Texas. Sospettavano anche che non vivesse più a Tamaulipas e si fosse trasferito a Nuevo León, dove presumibilmente disponeva di diversi canali di riciclaggio di denaro.

## Morte
Il 6 maggio 2003, due uomini armati assassinarono López Falcón in un ristorante a Guadalajara.  Gli uomini sedevano a un tavolo vicino a López Falcón, che stava facendo colazione in compagnia dell'allevatore di cavalli Óscar Alejandro Coker Preciado e di una donna non identificata. López Falcón finì di mangiare e si trattenne a chiacchierare per oltre un'ora. Quando chiese il conto, i killer si alzarono camminando verso il bagno del locale. Lungo la strada, passati accanto al tavolo dove era seduto López Falcón, gli spararono a bruciapelo da dietro. Gli investigatori hanno confermato che López Falcon è stato colpito tre volte alla testa a distanza ravvicinata ed è morto sul colpo. López Falcón era arrivato al ristorante accompagnato da qualcuno che se n'era andato subito dopo. Non aveva guardie del corpo con lui. Le autorità imposero la chiusura del ristorante fino a nuovo avviso in modo da poter raccogliere prove dalla scena del crimine.
López Falcón si trovava al ristorante per discutere dell'acquisto di un cavallo di razza che voleva portare in uno dei suoi ranch in Texas. Coker Preciado e López Falcón si erano già incontrati in Texas e Monterrey. Coker Preciado rimase illeso, ma subì un forte choc e necessitò dell'assistenza del personale sanitario quando questi arrivarono sulla scena. L'altra persona che stava mangiando con loro se n'era andata pochi istanti prima dell'omicidio. Un agente di polizia a guardia di una banca vicina sentì gli spari; pensava che fosse in corso una rapina in banca e chiese rinforzi. La polizia municipale di Guadalajara fu la prima ad arrivare sulla scena; scoprirono il corpo di López Falcón accanto al suo tavolo. Quando morì, López Falcón aveva con sé quattro cellulari, un dispositivo push-to-talk, 1.260 dollari e 6.200 pesos messicani in contanti, diverse carte di credito, la sua patente di guida del Texas, un orologio Rolex, un anello e una collana d'oro, e una carta di credito riconducibile a una società di costruzioni con sede a McAllen.

### Indagine
Quando la notizia dell'omicidio fu resa pubblica, non si sapeva ancora che la vittima fosse López Falcón, o comunque un criminale di spessore. Rapporti preliminari descrivevano la vittima come un uomo d'affari di Monterrey. Cominciarono infine a circolare voci che l'uomo d'affari fosse un boss del crimine, probabilmente lo stesso López Falcón. Le autorità messicane dubitavano che la vittima fosse López Falcón perché pensavano che fosse insolito che si trovasse a Guadalajara, senza protezione, ben lontano dal suo centro operativo. Inoltre dalle informazioni in loro possesso ritenevano si stesse nascondendo a McAllen. La carta d'identità trovata in suo possesso lo registrava con il suo pseudonimo Adelio. Le autorità di Jalisco cominciarono a convincersi che la vittima fosse López Falcón, e le stesse autorità federali non scartarono questa possibilità. La sua identità fu confermata dalle autorità di Jalisco l'8 maggio dopo aver incrociato i suoi documenti d'identità con le informazioni che le autorità federali avevano in archivio, che dichiaravano che López Falcón non aveva accuse penali pendenti a Jalisco, ma che era sospettato di essere coinvolto nel traffico di droga a Tamaulipas e Nuevo León.
Lo stesso giorno, il procuratore generale di Jalisco, Gerardo Octavio Solís Gómez, diede notizia che il PGR si stava occupando del caso ponendolo sotto la giurisdizione federale; il caso sarebbe stato guidato dall'Unità specializzata contro la criminalità organizzata (UEDO), una delle precedenti formazioni della PGR. Funzionari statali richiesero l'assistenza del PGR sul caso in virtù dello spessore criminale di López Falcón e del suo presunto coinvolgimento nel traffico di droga: un crimine che per la legge messicana rientra nella giurisdizione federale. L'UEDO affermò che le indagini includevano per gli indagati anche le accuse di possesso illegale di armi da fuoco esclusive per i militari e il coinvolgimento nella criminalità organizzata. Si aspettavano che le autorità di Jalisco aprissero un caso di omicidio separato sotto la giurisdizione statale. Le autorità federali imposero ai funzionari statali di nascondere al pubblico le informazioni sul caso, raccomandando altresì la segretezza nelle indagini.
Il governo federale inviò truppe dall'Agenzia investigativa federale (AFI) e dalla PGR a Guadalajara, al fine di aumentare la sicurezza a Jalisco e Nuevo León per prevenire una risposta violenta da parte dei gruppi della criminalità organizzata al diffondersi della notizia. López Salinas era infatti il presumibile successore di López Falcón; le autorità credevano che una guerra tra la sua fazione e quelli allineati con Cárdenas Guillén fosse una possibile conseguenza. L'UEDO condusse Coker Preciado a Città del Messico per un interrogatorio. Coker Preciado confermò agli investigatori che c'erano due uomini armati nell'agguato mortale, fuggiti dalla scena del crimine a bordo di un veicolo bianco. Testimoni oculari riferirono che gli assassini di López Falcón erano vestiti di bianco, ma la maggior parte non fu in grado di fornire agli investigatori una descrizione fisica soddisfacente dei due killer. Il poliziotto della banca riferì di aver visto gli uomini armati; fu l'unica persona a fornire al PGR queste informazioni. Alcuni testimoni oculari parlarono di una donna arrivata al ristorante pochi istanti dopo l'omicidio per ispezionare la scena, ma gli investigatori non riuscirono a collegarla a López Falcón. Sulla scena, gli investigatori repertarono due bossoli di pistola calibro 45.
Secondo il PGR e il SEDENA, la loro principale pista investigativa si basava sull'assunto che López Falcón fosse stato ucciso da membri di Los Zetas su ordine di Cárdenas Guillén. Sospettavano altresì che Jesús Enrique Rejón Aguilar ("El Mamito"), Heriberto Lazcano Lazcano ("El Lazca"), Luis Alberto Guerrero Reyes ("El Guerrero") e Óscar Guerrero Silva ("El Winniepooh") avessero partecipato attivamente all'omicidio. Prima di unirsi alla criminalità organizzata, questi uomini erano membri del gruppo aeromobili delle forze speciali dell'esercito messicano (GAFE) e furono assunti da Cárdenas Guillén come parte del suo entourage incaricato della sua incolumità. Un'altra ipotesi era che López Falcón fosse stato ucciso da individui gravitanti attorno al gioco d'azzardo, alle scommesse sulle corse di cavalli o sui combattimenti di galli; era ampiamente risaputo che amava il gioco d'azzardo e scommetteva forti somme, e inoltre le modalità del suo assassinio non erano quelle notoriamente messe in pratica dai gruppi criminali di Tamaulipas, secondo la polizia. Non fu scartata nemmeno l'ipotesi che López Falcón fosse stato tradito, e ucciso per ordine dei leader del Cartello Milenio, o da membri di Los Texas, una banda di Nuevo Laredo che era un rivale sia di López Falcón che del Cartello del Golfo.

### Trasferimento del corpo e funerale
Il cadavere di López Falcón venne inizialmente conservato presso l'ospedale medico legale di Jalisco, dove le autorità si aspettavano che -verosimilmente- i familiari ne reclamassero la restituzione, al fine di poterli comunque sottoporre a interrogatorio come persone informate dei fatti. L'8 maggio, un uomo che si era identificato come il nipote di López Falcón telefonò all'obitorio chiedendo istruzioni sulle modalità di recupero delle spoglie, ma senza alla fine presentarsi di persona. Un altro uomo effettuò in seguito una chiamata simile; si arrabbiò con il personale per la burocrazia cui avrebbe dovuto sottostare e li minacciò di ricorrere alla forza se non gli avessero consegnato il corpo. Le autorità predisposero per la salma una scorta armata di uomini della Polizia di Stato di Jalisco, del PGR e dell'AFI, fino a nuovo ordine.
Il 9 maggio, la sorella di López Falcón si recò da Roma, in Texas, a Guadalajara per confermare l'identità del cadavere. Fu accompagnata dai suoi due avvocati per avviare il processo di recupero della salma. L'UEDO la sottopose a interrogario prima che si recasse all'Istituto di scienze forensi di Jalisco, il cui personale medico aveva nel frattempo provveduto a prelevare campioni di sangue e condotto test del DNA sul corpo. I risultati del test avrebbero dovuto essere pronti in una o due settimane e le autorità di Jalisco notificarono che il cadavere non sarebbe stato consegnato ai parenti fino a quando il loro legame familiare non fosse stato confermato. Il PGR era responsabile di fissare la data in cui il corpo sarebbe stato consegnato alla famiglia di López Falcón. Dopo i test del DNA, sua sorella tornò in Texas in attesa della notifica dalle autorità messicane. La polizia presumeva che la sua famiglia avrebbe tenuto una veglia a Miguel Alemán o a Città del Messico e che López Falcón sarebbe stato sepolto a Guardados de Arriba, una comunità rurale di Miguel Alemán dove era stata sepolta sua moglie, morta negli anni '90.
L'11 maggio la Segreteria della Salute approvò il trasferimento di López Falcón; il suo cadavere fu trasportato dall'aeroporto internazionale Miguel Hidalgo a Guadalajara all'aeroporto internazionale General Lucio Blanco a Reynosa. Da lì giunse negli Stati Uniti e inviato a un'impresa di pompe funebri a Rio Grande City nel Texas dove venne preparato per la sepoltura. Per l'occasione, al ponte internazionale Roma – Ciudad Miguel Alemán, l'esercito messicano istituì un posto di blocco per cercare veicoli sospetti e individui con droga o armi. Interrogavano i conducenti sulla loro destinazione e lo scopo del loro viaggio, e approfondivano i controlli nel caso di veicoli con targa diversa da quella di Tamaulipas, o di veicoli di lusso. Una veglia e una messa si tennero il 12 maggio; in quell'occasione la sorella fece sapere che López Falcón sarebbe stato sepolto a Roma il 14 maggio. All'obitorio e al funerale, la sua famiglia chiese alla polizia locale di verificare l'identità dei partecipanti al loro accesso. I media non ottennero il permesso di avvicinarsi all'area. Molteplici canzoni di corrido e mariachi furono composte in occasione della morte di López Falcón, e suonate durante il suo funerale.